# قتل في الشمال
قتل في الشمال (بالألمانية: Morden im Norden) هو مسلسل تلفزيوني ألماني من نوع الجريمة. تعود فكرة المسلسل للمؤلفة ماري راينرز، ويذاع على القناة الأولى الألمانية منذ فبراير 2012. تقع أحداثه في مدينة لوبك. بدأ المسلسل في حلقاته الأولى جزءًا من سلسلة مسلسلات باسم Heiter bis tödlich، وأذيعت الحلقات الثلاث الأولى تحت هذا العنوان. أنتج من المسلسل 8 مواسم في أكثر من 140 حلقة.
نُشر في يناير 2021 كتاب عن المسلسل بعنوان «الشمال يقتل في هامبورج»، يقدم الكتاب معلومات مرجعية عن المسلسل في 244 صفحة ويعرض الممثلين وأدوارهم وأماكن التصوير. وينتقد المؤلف أن أحداث المسلسل تدور في لوبك لكن معظم المشاهد صورت في هامبورج. يستعرض الكتاب أيضًا الأخطاء التي وردت في المسلسل والممثلين الضيوف ويقدم لمحة عن أعمال تصوير مواسم المسلسل.